# سیارک ۲۰۲۹۱
سیارک ۲۰۲۹۱ (به انگلیسی: 20291 Raumurthy، نامگذاری:1998FF67) بیست هزار و دویست و نود و یکمین سیارک کشف شده‌است که در ۲۰ مارس ۱۹۹۸ کشف شد.
قدر مطلق سیارک برابر ۱۰.۷ است.